# Echinocereus grandis
Echinocereus grandis (alicoche de San Esteban) es una especie endémica de alicoche de la familia Cactaceae que se distribuye en Baja California y Sonora en México. La palabra grandis es de origen latino y hace referencia a su gran tamaño.

## Descripción
Por lo regular crece de manera solitaria, aunque en ocasiones puede ramificar. El tallo es cilíndrico de 50 cm de alto y 12 cm de ancho con 18 a 25 costillas. Tiene de 8 a 12 espinas centrales, erectas y de color blanco o crema y de 3 a 6 mm de largo. Posee de 15 a 25 espinas radiales, del mismo color que las espinas centrales y de 5 a 10 mm de largo. La flor aparece cerca del ápice del tallo, es funeliforme de color amarillo o rosado opaco, de 5 a 7 cm de diámetro.

## Distribución y hábitat
Se distribuye en Baja California y Sonora en México exclusivamente en las islas San Esteban y San Lorenzo. Habita en matorrales xerófilos.

## Estado de conservación
El área de distribución de la especie es restringida, sin embargo, sus poblaciones son abundantes y no se conocen mayores amenazas para la conservación de la especie. El zacate buffel (Pennisetum ciliare) es una especie invasora en el hábitat de la especie, por lo que podría representar un riesgo potencial. La especie se encuentra protegida por las leyes mexicanas y por la UNESCO.